# Bonania erythrosperma
Bonania erythrosperma là một loài thực vật có hoa trong họ Đại kích. Loài này được (Griseb.) Benth. & Hook.f. ex B.D.Jacks. mô tả khoa học đầu tiên năm 1895.